# Asparagales
Asparagales (asparagoidni ljiljani) biljni je red u modernim klasifikacionim sistemima kao što su APG i Angiospermna filogenska mreža. Ovaj red je dobio ime po tipskoj porodici Asparagaceae i svrstan je u monokote među liljanskim monokotima. Red je tek nedavno priznat u klasifikacionim sistemima. Prvi put ga je predložio Huber 1977. godine, a kasnije je bio uključen u Dahlgrenov sistem iz 1985. godine, a zatim u APG 1998, 2003. i 2009. Pre toga, mnoge od njegovih porodica bile su dodeljene starom redu Liliales, vrlo velikom redu koji je sadržao skoro sve monokotiledone biljke sa šarenim tepalima i nedostatkom skroba u endospermu. Analiza DNK sekvenci je pokazala da mnogi od taksona koji su ranije bili uključeni u Liliales zapravo treba da budu redistribuirani u tri reda: Liliales, Asparagales i Dioscoreales. Granice Asparagales i njegovih porodica prošle su kroz niz promena tokom poslednjih godina; buduća istraživanja mogu dovesti do daljih promena i ultimatno do veće stabilnosti. U APG definiciji, Asparagales je najveći red monokotiledonskih biljki sa 14 porodica, 1.122 rodova i oko 36.000 vrsta.

## Literatura
- Columbus, J. T.; Friar, E. A.; Porter, J. M.; Prince, L. M.; Simpson, M. G., ур. (2006). „Symposium issue: Monocots: comparative biology and evolution (excluding Poales). Proceedings of the Third International Conference on the Comparative Biology of the Monocotyledons, 31 Mar–4 Apr 2003”. Aliso. 22 (1). ISSN 0065-6275. Приступљено 18. 1. 2014. Contents
- Cronquist, Arthur (1968), The Evolution and Classification of Flowering Plants, London: Nelson, ISBN 978-0-17-176445-1
- Cronquist, Arthur (1981), An integrated system of classification of flowering plants, New York: Columbia University Press, ISBN 978-0-231-03880-5
- Cronquist, Arthur (1988), The Evolution and Classification of Flowering Plants (2nd изд.), New York: The New York Botanical Garden, ISBN 978-0-89327-332-3
- Dahlgren, Rolf M.; Clifford, H.T. & Yeo, P.F. (1985), The Families of the Monocotyledons: structure, evolution, and taxonomy, Berlin: Springer-Verlag, ISBN 978-3-642-64903-5, Приступљено 14. 4. 2015
- Dimitri, M., ур. (1987), Enciclopedia Argentina de Agricultura y Jardinería, Tomo I. Descripción de plantas cultivadas, Buenos Aires: ACME S.A.C.I. * Hedges, S. Blair; Kumar, Sudhir, ур. (2009), The timetree of life, Oxford: Oxford University Press, ISBN 9780191560156
- Hessayon, D.G. (1999), The Bulb Expert, London: Transworld Publishers Ltd, ISBN 978-0-903505-42-0
- Judd, W.S.; Campbell, C.S.; Kellogg, E.A.; Stevens, P.F.; Donoghue, M.J. (2007), „Asparagales”, Plant Systematics: A Phylogenetic Approach (3rd edition), Sunderland, Massachusetts: Sinauer Associates, стр. 262—266, ISBN 978-0-87893-407-2
- Kubitzki, K., ур. (1998), The Families and Genera of Vascular Plants, Vol. III, Monocotyledons: Lilianae (except Orchidaceae), Berlin: Springer-Verlag, ISBN 978-3-540-64060-8
- Kubitzki, K., ур. (2006), The Families and Genera of Vascular Plants, Vol. IV, Monocotyledons: Alismatanae and Commelinanae (except Gramineae), Berlin: Springer-Verlag, ISBN 978-3-540-64061-5
- Simpson, Michael G. (2005), „Asparagales”, Plant Systematics, Elsevier Inc., стр. 163—165, ISBN 978-0-12-644460-5
- Stuessy, Tod F. (2009), Plant Taxonomy: The Systematic Evaluation of Comparative Data, Columbia University Press, ISBN 978-0-231-14712-5, Приступљено 6. 2. 2014
- Walters, Dirk R.; Keil, David J. (1996), „Liliaceae”, Vascular Plant Taxonomy, Kendall Hunt, ISBN 978-0787221089, Приступљено 10. 2. 2014
- Wilson, K.L.; Morrison, D.A., ур. (2000), Monocots: Systematics and evolution, Collingwood, Australia: CSIRO, ISBN 978-0-643-06437-9
- Wilkin, Paul; Mayo, Simon J, ур. (2013), Early events in monocot evolution, Cambridge: Cambridge University Press, ISBN 978-1-107-01276-9, Приступљено 9. 12. 2015
- Chase, M. W.; Duvall, M. R.; Hills, H. G.; Conran, J. G.; Cox, A. V.; Eguiarte, L. E.; Hartwell, J.; Fay, M. F.; Caddick, L. R.; Cameron, K. M.; Hoot, S. Molecular phylogenetics of Lilianae. стр. 109—137., In Rudall et al. (1995).
- Davis, Jerrold I.; Mcneal, Joel R.; Barrett, Craig F.; Chase, Mark W.; Cohen, James I.; Duvall, Melvin R.; Givnish, Thomas J.; Graham, Sean W.; Petersen, Gitte; Pires, J. Chris; Seberg, Ole; Stevenson, Dennis W.; Leebens-Mack, Jim (2013), „Contrasting patterns of support among plastid genes and genomes for major clades of the monocotyledons”, Early Events in Monocot Evolution: 315—349, ISBN 9781139002950, doi:10.1017/CBO9781139002950.015, in Wilkin & Mayo (2013)
- Fay, M.F.; Rudall, PJ; Sullivan, S; Stobart, KL; de Bruijn, AY; Reeves, G; Qamaruz-Zaman, F; Hong, W-P; Joseph, J; Hahn, WJ; Conran, JG; Chase, MW (19. 5. 2000), Phylogenetic studies of Asparagales based on four plastid DNA regions, стр. 360—371, ISBN 9780643099296, in Wilson & Morrison (2000)
- Nadot, S.; Penet, L.; Dreyer, L. D.; Forchioni, A.; Ressayre, A. (2006). Aperture pattern and microsporogenesis in Asparagales. стр. 197—203., in Columbus et al. (2006)
- Seberg, Ole (2007), „Xanthorrhoeaceae”,  Ур.: Heywood, Vernon H.; Brummitt, Richard K.; Seberg, Ole & Culham, Alastair, Flowering Plant Families of the World, Ontario, Canada: Firefly Books, стр. 406—407
- Soltis, D.E.; Soltis, P.F.; Endress, P.K. & Chase, M.W. (2005), „Asparagales”, Phylogeny and evolution of angiosperms, Sunderland, MA: Sinauer Associates, стр. 104—109
- Adams, S. P.; Hartman, T. P. V.; Lim, K. Y.; Chase, M. W.; Bennett, M. D.; Leitch, I. J.; Leitch, A. R. (7. 8. 2001). „Loss and recovery of Arabidopsis-type telomere repeat sequences 5'-(TTTAGGG)n-3' in the evolution of a major radiation of flowering plants”. Proceedings of the Royal Society B: Biological Sciences. 268 (1476): 1541—1546. PMC 1088775 . PMID 11487399. doi:10.1098/rspb.2001.1726.
- Chase, Mark W. (2004), „Monocot Relationships: an Overview” (PDF), American Journal of Botany, 91 (10): 1645—1655, PMID 21652314, doi:10.3732/ajb.91.10.1645, Архивирано из оригинала (PDF) 28. 03. 2007. г., Приступљено 20. 12. 2010
- Chase, M.W.; De Bruijn, A.; Cox, A.V.; Reeves, G.; Rudall, P.J.; Johnson, M.A.T.; Eguiarte, L.E. (2000), „Phylogenetics of Asphodelaceae (Asparagales): an analysis of plastid rbcL and trnL-F DNA sequences”, Annals of Botany, 86 (5): 935—951, doi:10.1006/anbo.2000.1262
- Chase, M.W.; Fay, M.F.; Devey, D.S.; Maurin, O.; Rønsted, N; Davies, T.J.; Pillon, Y; Petersen, G; Seberg, O; Tamura, M.N.; Lange Asmussen, C.B.; Hilu, K; Borsch, T; Davis, J.I.; Stevenson, D.W.; Pires, J.C.; Givnish, T.J.; Sytsma, K.J.; McPherson, M.A.; Graham, S.W.; Rai, H.S. (2006), „Multigene analyses of monocot relationships: a summary” (PDF), Aliso, 22: 63—75, doi:10.5642/aliso.20062201.06, Архивирано из оригинала (PDF) 19. 7. 2011. г., Приступљено 20. 12. 2010
- Chase, M.W.; Reveal, J.L. & Fay, M.F. (2009), „A subfamilial classification for the expanded asparagalean families Amaryllidaceae, Asparagaceae and Xanthorrhoeaceae”, Botanical Journal of the Linnean Society, 161 (2): 132—136, doi:10.1111/j.1095-8339.2009.00999.x
- Chen, D-K; Kim, S; Chase, MW; Kim, J-H (2013), „Networks in a Large-Scale Phylogenetic Analysis: Reconstructing Evolutionary History of Asparagales (Lilianae) Based on Four Plastid Genes”, PLoS ONE, 8 (3): e59472, PMC 3605904 , PMID 23544071, doi:10.1371/journal.pone.0059472
- Davis, J.I.; Stevenson, D.W.; Petersen, G.; Seberg, O.; Campbell, L.M.; Freudenstein, J.V.; Goldman, D.H.; Hardy, C.R.; Michelangeli, F.A.; Simmons, M.P.; Specht, C.D.; Vergara-Silva, F.; Gandolfo, M. (2004), „A phylogeny of the monocots, as inferred from rbcL and atpA sequence variation, and a comparison of methods for calculating jacknife and bootstrap values”, Systematic Botany, 29 (3): 467—510, doi:10.1600/0363644041744365
- Eguiarte, L.E. (1995), „Hutchinson (Agavales) vs. Huber y Dahlgren (Asparagales): análisis moleculares sobre la filogenia y evolucíón de la familia Agavaceae sensu Hutchinson dentro de las monocotiledóneas”, Bull. Soc. Bot. México (на језику: Spanish), 56: 45—56
- Furness, Carol A. & Rudall, Paula J. (1999), „Microsporogenesis in Monocotyledons”, Annals of Botany, 84 (4): 475—499, doi:10.1006/anbo.1999.0942
- Givnish, T.J.; Pires, J.C.; Graham, S.W.; McPherson, M.A.; Prince, L.M.; Paterson, T.B.; Rai, H.S.; Roalson, E.H.; Evans, T.M.; Hahn, W.J.; Millam, K.C.; Meerow, A.W.; Molvray, M.; Kores, P.J.; O'Brien, H.E.; Hall, J.C.; Kress, W.J.; Sytsma, K J. (2006), „Phylogeny of the monocots based on the highly informative plastid gene ndhF: evidence for widespread concerted convergence”, Aliso, 22 (28–51): 28—51, doi:10.5642/aliso.20062201.04
- Graham, S.W.; Zgurski, J.M.; McPherson, M.A.; Cherniawsky, D.M.; Saarela, J.M.; Horne, E.S.C.; Smith, S.Y.; Wong, W.A.; O'Brien, H.E.; Biron, V.L.; Pires, J.C.; Olmstead, R.G.; Chase, M.W.; Rai, H.S. (2006), „Robust inference of monocot deep phylogeny using an expanded multigene plastid data set” (PDF), Aliso, 22: 3—21, doi:10.5642/aliso.20062201.02, Приступљено 20. 12. 2010
- Goldblatt, P. (2002), „Iridaceae”,  Ур.: Argus, George W., Flora of North America north of Mexico, Vol. 26, New York: Oxford University Press, стр. 348ff, ISBN 978-0-19-515208-1
- Hertweck, Kate L.; Kinney, Michael S.; Stuart, Stephanie A.; Maurin, Olivier; Mathews, Sarah; Chase, Mark W.; Gandolfo, Maria A.; Pires, J. Chris (jul 2015), „Phylogenetics, divergence times and diversification from three genomic partitions in monocots”, Botanical Journal of the Linnean Society, 178 (3): 375—393, doi:10.1111/boj.12260, hdl:1959.14/356756, Архивирано из оригинала 22. 09. 2017. г., Приступљено 27. 07. 2019
- Hilu, K.; Borsch, T.; Muller, K.; Soltis, D.E.; Soltis, P.S.; Savolainen, V.; Chase, M.W.; Powell, M.P.; Alice, L.A.; Evans, R.; Sauquet, H.; Neinhuis, C.; Slotta, T.A.B.; Rohwer, J.G.; Campbell, C. S.; Chatrou, L.W. (2003), „Angiosperm phylogeny based on matK sequence information”, American J. Bot., 90 (12): 1758—1766, PMID 21653353, doi:10.3732/ajb.90.12.1758 , Приступљено 20. 12. 2010
- Huber, H (1969), „Die Samenmerkmale und Verwandtschaftsverhältnisse der Liliiflorae”, Mitt. Bot. Staatssamml.[Mitteilungen der Botanischen Staatssammlung München], 8: 219—538, Приступљено 10. 2. 2015
- Huber, H. (1977), „The treatment of monocotyledons in an evolutionary system of classification”,  Ур.: Kubitzki, Klaus, Flowering plants: Evolution and classification of higher categories. Symposium, Hamburg, September 8–12, 1976, Plant Systematics and Evolution, Supplementum 1, Wien: Springer, стр. 285—298, ISBN 978-3-211-81434-5, doi:10.1007/978-3-7091-7076-2_18
- Janssen, T. & Bremer, K. (2004), „The age of major monocot groups inferred from 800+ rbcL sequences” (PDF), Bot. J. Linn. Soc., 146 (4): 385—398, doi:10.1111/j.1095-8339.2004.00345.x, Приступљено 18. 12. 2010
- Kelch, D. G. (2002), „Consider the Lilies” (PDF), Fremontia, 30 (2): 23—29, Архивирано из оригинала (PDF) 21. 02. 2014. г., Приступљено 27. 07. 2019
- Leitch, I. J. (1. 1. 2005). „Evolution of DNA Amounts Across Land Plants (Embryophyta)”. Annals of Botany. 95 (1): 207—217. PMC 4246719 . PMID 15596468. doi:10.1093/aob/mci014 .
- Li, X.-X. & Zhou, Z.-K. (2007), „The higher-level phylogeny of monocots based on matK,rbcL and 18S rDNA sequences”, Acta Phytotax. Sinica (на језику: Chinese), 45: 113—133
- Lobstein, Marion Blois (maj 2013), Where Have All the Lillies Gone? Long-Time Changin' in the Liliaceous Families, Prince William Wildflower Society, Приступљено 19. 4. 2015
- Magallón, S. & Castillo, A. (2009), „Angiosperm diversification through time”, American J. Bot., 96 (1): 349—365, PMID 21628193, doi:10.3732/ajb.0800060
- Mathew, Brian (1989), „Splitting the Liliaceae”, The Plantsman, 11 (2): 89—105
- McPherson, M.A. & Graham, S.W. (2001), „Inference of Asparagales phylogeny using a large chloroplast data set”, Botany: 126
- Patterson, T. B.; Givnish, T. J. (2002), „Phylogeny, concerted convergence, and phylogenetic niche conservatism in the core Liliales: insights from rbcL and ndhF sequence data” (PDF), Evolution, 56 (2): 233—252, PMID 11926492, doi:10.1111/j.0014-3820.2002.tb01334.x, Архивирано из оригинала (PDF) 21. 4. 2004. г., Приступљено 14. 1. 2014
- Pires, J. C.; Sytsma, K. J. (1. 8. 2002). „A phylogenetic evaluation of a biosystematic framework: Brodiaea and related petaloid monocots (Themidaceae)”. American Journal of Botany. 89 (8): 1342—1359. PMID 21665737. doi:10.3732/ajb.89.8.1342 .
- Pires, J.C.; Maureira, I.J.; Givnish, T.J.; Sytsma, K.J.; Seberg, O.; Petersen, G.; Davis, J. I.; Stevenson, D.W.; Rudall, P.J.; Fay, M.F.; Chase, M.W. (2006), „Phylogeny, genome size, and chromosome evolution of Asparagales”, Aliso, 22: 278—304, doi:10.5642/aliso.20062201.24
- Reveal, James L (18. 6. 2010), „A checklist of familial and suprafamilial names for extant vascular plants”, Phytotaxa, 6: 1—402, doi:10.11646/phytotaxa.6.1.1
- Rudall, P.J.; Cribb, P.J.; Cutler, D.F.; Humphries, C.J., ур. (1995), Monocotyledons: systematics and evolution (Proceedings of the International Symposium on Monocotyledons: Systematics and Evolution, Kew 1993), Kew: Royal Botanic Gardens, ISBN 978-0-947643-85-0, Архивирано из оригинала 05. 01. 2014. г., Приступљено 14. 1. 2014
- Rudall, Paula (1995), „New records of secondary thickening in monocotyledons” (PDF), IAWA Journal, 16 (3): 261—8, doi:10.1163/22941932-90001409, Приступљено 20. 12. 2010
- Rudall, Paula (2002a), „Unique floral structures and iterative evolutionary themes in Asparagales: insights from a morphological cladistic analysis”, The Botanical Review, 68 (4): 488—509, doi:10.1663/0006-8101(2002)068[0488:UFSAIE]2.0.CO;2
- Rudall, Paula J. (2002b), „Homologies of inferior ovaries and septal nectaries in monocotyledons”, International Journal of Plant Sciences, 163 (2): 261—276, JSTOR 3080242, doi:10.1086/338323
- Fajkus, P.; Peška, V.; Sitová, Z.; Fulnečková, J.; Dvořáčková, M.; Gogela, R.; Sýkorová, E.; Hapala, J. & Fajkus, J. (2016), „Allium telomeres unmasked: the unusual telomeric sequence (CTCGGTTATGGG)n is synthesized by telomerase.”, The Plant Journal, 85 (3): 337—47, PMID 26716914, doi:10.1111/tpj.13115
- Rudall, P.; Furness, C.A.; Chase, M.W. & Fay, M.F. (1997), „Microsporogenesis and pollen sulcus type in Asparagales (Lilianae)”, Can. J. Bot., 75 (3): 408—430, doi:10.1139/b97-044
- Seberg, O.; Petersen, G.; Davis, J. I.; Pires, J. C.; Stevenson, D. W.; Chase, M. W.; Fay, M. F.; Devey, D. S.; Jorgensen, T.; Sytsma, K. J.; Pillon, Y. (26. 4. 2012). „Phylogeny of the Asparagales based on three plastid and two mitochondrial genes”. American Journal of Botany. 99 (5): 875—889. PMID 22539521. doi:10.3732/ajb.1100468 .
- Sykorova, E.; Lim, K. Y.; Kunicka, Z.; Chase, M. W.; Bennett, M. D.; Fajkus, J.; Leitch, A. R. (22. 9. 2003). „Telomere variability in the monocotyledonous plant order Asparagales”. Proceedings of the Royal Society B: Biological Sciences. 270 (1527): 1893—1904. PMC 1691456 . PMID 14561302. doi:10.1098/rspb.2003.2446.
- Tapiero, Haim; Townsend, Danyelle M. & Tew, Kenneth D. (2004), „Alliaceae from organosulfur compounds in the prevention of human pathologies”, Biomedicine & Pharmacotherapy, 58 (3): 183—193, doi:10.1016/j.biopha.2004.01.004, Архивирано из оригинала 4. 1. 2013. г., Приступљено 17. 12. 2010
- Sýkorová, E.; Lim, K.Y.; Kunicka, Z.; Chase, M.W.; Bennett, M.D.; Fajkus, J.; Leitch, A.R. (2003), „Telomere variability in the monocotyledonous plant order Asparagales”, Proceedings of the Royal Society B, 270 (1527): 1893—1904, PMC 1691456 , PMID 14561302, doi:10.1098/rspb.2003.2446
- Wikström, N.; Savolainen, V. & Chase, M.W. (2001), „Evolution of the angiosperms: calibrating the family tree”, Proceedings of the Royal Society B, 268 (1482): 2211—2220, PMC 1088868 , PMID 11674868, doi:10.1098/rspb.2001.1782
- Angiosperm Phylogeny Group I (1998), „An ordinal classification for the families of flowering plants”, Annals of the Missouri Botanical Garden, 85 (4): 531—553, JSTOR 2992015, doi:10.2307/2992015
- Angiosperm Phylogeny Group II (2003), „An update of the Angiosperm Phylogeny Group classification for the orders and families of flowering plants: APG II” (PDF), Botanical Journal of the Linnean Society, 141 (4): 399—436, doi:10.1046/j.1095-8339.2003.t01-1-00158.x, Архивирано из оригинала (PDF) 24. 12. 2010. г.
- Angiosperm Phylogeny Group III (2009), „An update of the Angiosperm Phylogeny Group classification for the orders and families of flowering plants: APG III”, Botanical Journal of the Linnean Society, 161 (2): 105—121, doi:10.1111/j.1095-8339.2009.00996.x
- APG IV (2016). „An update of the Angiosperm Phylogeny Group classification for the orders and families of flowering plants: APG IV”. Botanical Journal of the Linnean Society. 181 (1): 1—20. doi:10.1111/boj.12385.
- Chase, Mark W; Reveal, James L (2009), „A phylogenetic classification of the land plants to accompany APG III” (PDF), Botanical Journal of the Linnean Society, 161 (2): 122—127, doi:10.1111/j.1095-8339.2009.01002.x, Приступљено 21. 4. 2015
- Chase, Mark W.; Reveal, James L.; Fay, Michael F. (2009), „A subfamilial classification for the expanded asparagalean families Amaryllidaceae, Asparagaceae and Xanthorrhoeaceae”, Botanical Journal of the Linnean Society, 161 (2): 132—136, doi:10.1111/j.1095-8339.2009.00999.x
- Haston, Elspeth; Richardson, James E.; Stevens, Peter F.; Chase, Mark W.; Harris, David J. (2009), „The Linear Angiosperm Phylogeny Group (LAPG) III: a linear sequence of the families in APG III”, Botanical Journal of the Linnean Society, 161 (2): 128—131, doi:10.1111/j.1095-8339.2009.01000.x
- Linnaeus, C. (1753), Species Plantarum, Stockholm: Laurentii Salvii, Приступљено 18. 4. 2015
- Adanson, Michel (1763), Familles des plantes, Paris: Vincent, Приступљено 9. 2. 2014
- Jussieu, Antoine Laurent de (1789), Genera Plantarum, secundum ordines naturales disposita juxta methodum in Horto Regio Parisiensi exaratam, Paris: apud viduam Herissant et Theophilum Barrois, OCLC 5161409, Приступљено 9. 1. 2014
- Jaume Saint-Hilaire, Jean Henri (1805), Exposition de familles naturales, Paris: Treutel et Würtz, Приступљено 25. 10. 2014
- de Candolle, A. P. (1813), Théorie élémentaire de la botanique, ou exposition des principes de la classification naturelle et de l'art de décrire et d'etudier les végétaux, Приступљено 5. 2. 2014
- Brown, Robert (1810), Prodromus florae Novae Hollandiae et Insulae Van-Diemen, exhibens characteres plantarum, London: Taylor, Приступљено 30. 10. 2014
- Gray, Samuel Frederick (1821), A natural arrangement of British plants: according to their relations to each other as pointed out by Jussieu, De Candolle, Brown, &c. including those cultivated for use; with an introduction to botany, in which the terms newly introduced are explained, London: Baldwin, Приступљено 2. 2. 2014
- Link, Johann Heinrich Friedrich (1829), Handbuch zur Erkennung der nutzbarsten und am häufigsten vorkommenden Gewächse, Berlin: Haude und Spener, Приступљено 5. 2. 2015 Digital edition by the University and State Library Düsseldorf
- Bromhead, Edward Ffrench (1838), „An Attempt to ascertain Characters of the Botanical Alliances”, Edinburgh New Philosophical Journal, 25: 123—134, Приступљено 21. 4. 2015
- Lindley, John (1830), An introduction to the natural system of botany : or, A systematic view of the organisation, natural affinities, and geographical distribution, of the whole vegetable kingdom : together with the uses of the most important species in medicine, the arts, and rural or domestic economy, London: Longman, Приступљено 2. 2. 2014
- Lindley, John (1846), „Order LXII: Liliaceae - Lilyworts”, The Vegetable Kingdom: or, The structure, classification, and uses of plants, illustrated upon the natural system, London: Bradbury, стр. 200—205, Приступљено 5. 2. 2014
- Bentham, G.; Hooker, J.D. (1883), „Liliaceae”, Genera plantarum ad exemplaria imprimis in herbariis kewensibus servata definita. Vol III Part II, London: L Reeve & Co., стр. 748—836, Приступљено 24. 1. 2014
- Eichler, August W. (1886) [1876], Syllabus der Vorlesungen über specielle und medicinisch-pharmaceutische Botanik (4th изд.), Berlin: Borntraeger
- Engler, Adolf; Prantl, Karl, ур. (1888), Die Natürlichen Pflanzenfamilien nebst ihren Gattungen und wichtigeren Arten, insbesondere den Nutzpflanzen, unter Mitwirkung zahlreicher hervorragender Fachgelehrten 1887–1915 II(5), Leipzig: W. Engelmann, Приступљено 6. 4. 2015
- Engler, Adolf, ур. (1900—1968), Das Pflanzenreich :regni vegetablilis conspectus, Leipzig: Engelmann, Приступљено 5. 2. 2014
- Engler, Adolf, ур. (1903), Syllabus der Pflanzenfamilien: eine Übersicht über das gesamte Pflanzensystem mit Berücksichtigung der Medicinal- und Nutzpflanzen nebst einer Übersicht über die Florenreiche und Florengebiete der Erde zum Gebrauch bei Vorlesungen und Studien über specielle und medicinisch-pharmaceutische Botanik (3 изд.), Berlin: Gebrüder Borntraeger Verlag, Приступљено 31. 1. 2014
- Wettstein, Richard (1924), Handbuch der Systematischen Botanik 2 vols. (3rd изд.), Архивирано из оригинала 18. 02. 2015. г., Приступљено 15. 4. 2015 1st ed. 1901–1908; 2nd ed. 1910–1911; 3rd ed. 1923–1924; 4th ed. 1933–1935
- Lotsy, Johannes Paulus (1907—1911), Vorträge über botanische Stammesgeschichte, gehalten an der Reichsuniversität zu Leiden. Ein Lehrbuch der Pflanzensystematik., Jena: Fischer, Приступљено 9. 2. 2014
- „Asparagales Link”, Tropicos, Missouri Botanical Garden, 2015, Приступљено 13. 4. 2015
- University of California Museum of Paleontology, Asparagales, Приступљено 12. 12. 2008
- Royal Botanic Gardens, Kew (2016), Monocots I: General Alismatids & Lilioids, Архивирано из оригинала 14. 9. 2015. г.
- WCSP (2010), World Checklist of Selected Plant Families, Royal Botanic Gardens, Kew, Приступљено 18. 12. 2010: Families included in the checklist
- Stevens, P.F. (2016) [2001], Angiosperm Phylogeny Website, Missouri Botanical Gardens, Приступљено 7. 2. 2016
- Kress, W.J. (2016), Asparagales, Encyclopædia Britannica
- ICN (2011), International Code of Nomenclature for algae, fungi, and plants, Bratislava: International Association for Plant Taxonomy, Архивирано из оригинала 04. 11. 2013. г., Приступљено 2. 2. 2014
- Privat-Deschanel, Augustin; Focillon, Adolphe Jean, ур. (1870), Dictionnaire général des sciences théoriques et appliquées, Paris: Delagrave, Приступљено 20. 4. 2015